# Yantzaza (canton)
Yantzaza est un canton d'Équateur situé dans la province de Zamora-Chinchipe.